# ذخیره‌گاه طبیعی

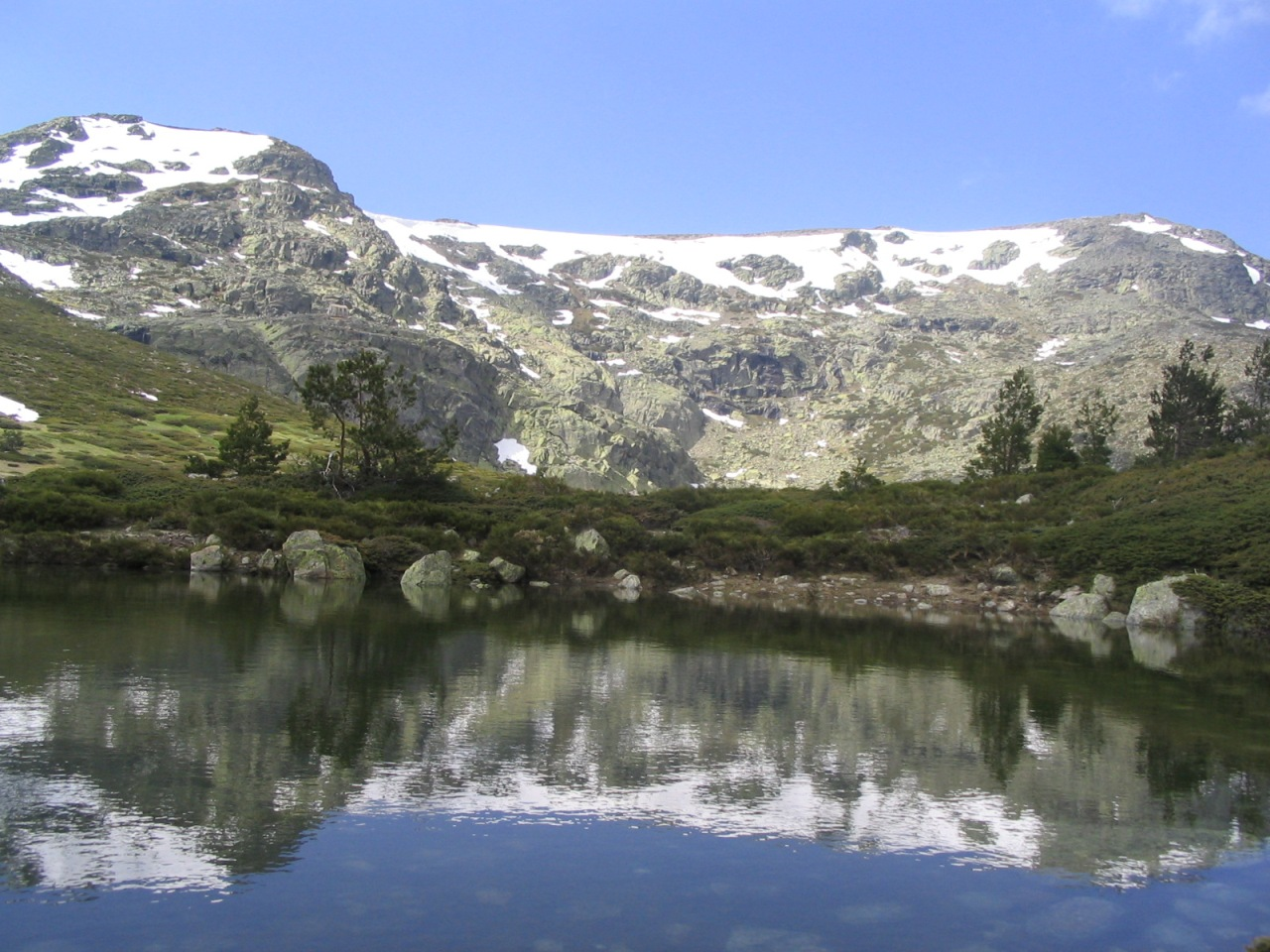
تصویری از اندوخته‌گاه طبیعی پنیالارا در اسپانیا

ذخیره‌گاه طبیعی یا اندوخته‌گاه طبیعی گستره‌ای است که به شکل هوشمندانهٔ محدود یا گسترده توسط قانون‌ها، ضوابط گوناگون، و روش‌های فیزیکی و مراقبتی پاسداری می‌شود. این پاسداری چه از سوی مردم عادی و ساکنان منطقه و چه از سوی دولت‌ها برای نگهداری از تنوع زیستی آن گستره اعمال می‌شود. این ذخایر در کنار پارک‌های ملی، پارک‌های منطقه‌ای، و مناطق حفاظت شده از جمله ابزارهای حفاظت ار طبیعت هستند.
اندوخته‌گاه‌های طبیعی از لحاظ دارا بودن گونه‌های مختلف گیاهی و جانوری منحصربه‌فرد غنی هستند. آن‌ها همچنین می‌توانند دربرگیرنده میراث طبیعی، معادن گرانبها، سنگواره‌ها، مناظر دیدنی بدیع، یا مکان‌های بسیار مهم از دیدگاه تاریخ انسانی باشند.
طبقه‌بندی یک ناحیه به عنوان اندوخته‌گاه طبیعی در حالت کلی به منظور جلوگیری از تأثیر مستقیم فعالیت‌های انسانی به محیط زیست که باعث ضربه به آن یا جانوران می‌شود، است. این فعالیت‌ها شامل آلودگی تولیدشده توسط انسان‌ها، آتش‌سوزی، بهره‌برداری، شکار و مانند آن می‌شوند. اندوخته‌گاه‌های طبیعی اغلب دارای طرح مدیریتی هستند که به مشکلات رسیدگی می‌کند و به کنترل بعضی ویژگی‌های منطقه مانند سطح آب دریاچه‌ها و جمعیت گونه‌ها می‌پردازد.